# Ivan (film fra 1932)
Ivan (russisk: Иван) er en sovjetisk spillefilm fra 1932 af Aleksandr Dovsjenko.

## Medvirkende
- K. Bondarevsky som Ivan
- Dmitrij Golubinskij
- Jelena Golki
- Stepan Sjkurat som Guba
- Maksim Gornatko